# Крістоф Рудольфф
Крістоф Рудольфф (нім. Christoph Rudolff, 1499—1545) — німецький математик, автор першого підручника з алгебри у якому запропонував знак радикала, який залишився в науці. Належав до школи «косистів» (німецьких алгебраїстів XVI століття).

## Біографія та наукова діяльність
Народився у силезійському містечку Явор (нині південна Польща). У 1517—1521 роках навчався у Віденьському університеті у Генріха Грамматеуса, пізніше працював у Відні домашнім вчителем.
Автор популярного німецького підручника алгебри "Швидка і красива лічба за допомогою майстерних правил алгебри, зазвичай званий «Кос» («Behend und hübsch Rechnung durch die kunstreichen regeln Algebre, so gemeinicklich die Coß genennt werden», 1525, Страсбург). У цій праці він виклав дії над цілими та дробовими числами, потрійне правило, квадратні та кубічні корені, геометричну прогресію, ірраціональні числа, розв'язання алгебраїчних рівнянь першого та другого степеня. Книга була написана зрозумілою мовою і забезпечена вміло підібраними прикладами, вона мала великий вплив на розвиток європейської алгебри, неодноразово перевидавалася з коментарями. Одне з видань організував Михаель Штифель, і навіть через два століття Леонард Ейлер посилався на Рудольфа у своєму підручнику з алгебри (1770).
У своїй книзі Рудольф вперше вжив придуманий ним знак кореня: (√, радикал), який являв собою стилізовану першу букву слова «radix» (корінь). Він також аргументовано обґрунтував, що будь-яке (ненульове) число нульового степеня дорівнює 1. Одним з перших використав термін «алгоритм».
Крім підручника з алгебри Рудольф також опублікував ряд посібників з арифметики.

## Див. більше
- Історія математичних позначень